# Rudolf Apostel
Rudolf Apostel (* 17. Juni 1932 in Essen) ist ein deutscher Politiker (SPD).

## Leben
Nach Besuch der Volksschule war Apostel von 1949 bis 1983 im Bergbau tätig, zuletzt als Stabsingenieur.
Apostel, seit 1967 Mitglied der SPD, war von 1969 an Ratsmitglied der Gemeinde Rheinkamp, nach deren Eingemeindung im Jahr 1975 bis 1989 Ratsmitglied der Stadt Moers. Dort hatte er von 1975 bis 1983 den Vorsitz der SPD-Fraktion inne. Apostel war von 1980 bis 1995 Abgeordneter des neunten, zehnten und elften Landtags von Nordrhein-Westfalen. Er zog jeweils über ein Direktmandat (Wahlkreis Wesel IV) in den Landtag ein.
Apostel war von 1956 bis zu ihrem Tod im Jahr 2022 mit Christel Apostel verheiratet.

## Auszeichnungen
- Bundesverdienstkreuz[2]